# 1918 в авіації

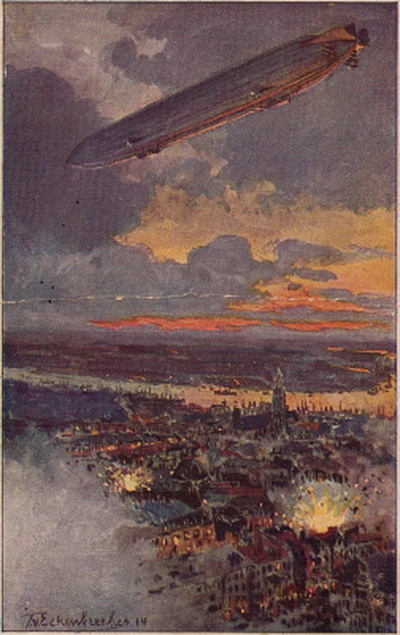
1918 рік — кінець Великої війни. Авіація набуває все більшого значення в ході війни, але, в цілому, ще не є її визначальним фактором.

Список подій 1918 року, пов'язаних з авіації.

## Події
- 6 березня — засновано Повітряні сили Фінляндії.
- 11 березня — за маршрутом Відень-Львів-Проскурів-Київ, на літаку Hansa-Brandenburg CI, розпочинається перше у світі регулярне перевезення авіапошти.
- 18 березня — засновано першу норвезьку авіакомпанію Det Norske Luftfartsrederi.
- 15 травня — Поштовим департаментом США, вперше в світі створено сервіс з продажу авіаквитків на регулярні рейси (окрім неділі) між Вашингтоном та Нью-Йорком[1].
- 21 травня — президент Вудро Вільсон створює Бюро літакобудування США, що відповідає за аеронавігаційне обладнання.
- 24 травня —
  - створено Армійську авіаційну службу США (англ. United States Army Air Service).
  - у РСФРР створено Робітничо-селянський Червоний повітряний флот.
- 1 квітня — британській Королівський льотний корпус (англ. Royal Flying Corps) та Королівська військово-морська авіація (англ. Royal Naval Air Service), об'єднуються для формування Королівських повітряних сил Великої Британії (англ. Royal Air Force (RAF)), із сером Х'ю Монтег'ю Тренчардом (англ. Hugh Montague Trenchard, 1st Viscount Trenchard; 3 лютого 1873—10 лютого 1956) в якості першого начальника штабу. Одночасно формується Жіноча Допоміжна служба ВПС.
- вересень — у ВПС Великої Британії вперше видають парашути своїм пілотам.
- 1 грудня — створено Центральний аерогідродинамічний інститут (ЦАГІ) ім. професора М. Є. Жуковського.
- 25 грудня — французька авіакомпанія Aéropostale (заснована у 1918), почала обслуговувати свій перший маршрут між Тулузою та Барселоною.
- 29 жовтня — засновано данську авіакомпанію Det Danske Luftfartselskab.
- 21 листопада — засновано Естонські ВПС (ест. Eesti õhuvägi), відновлено 16 грудня 1991.

### В межах Першої світової війни
- 5 січня — серія вибухів та швидке поширення пожежі на базі дирижаблів Імперського німецького ВМФ в данському місті Тондерні (дан. Tønder). Знищено чотири ангари та п'ять дирижаблів протягом п'яти хвилин. Загинуло четверо цивільних працівників, 10 військовослужбовців ВМФ та поранено 134 військових.
- в ніч з 28 на 29 січня — перший, від 6 грудня 1917, наліт тринадцятьох німецьких бомбардувальників Gotha та двох Riesenflugzeug (дослівно — Гігантських літаків) на Сполучене Королівство. Шість Gotha повертаються через погану видимість — інші бомбардувальники атакують цілі в Англії.
- 2 лютого — Імперська Повітряна Служба німецької армії, формує друге та третє винищувальні крила. Jagdgeschwader 2 об'єднує чотири винищувальні ескадрильї (нім. Jagdstaffel; скор. нім. Jastas): 12, 13, 15 і 19, з командиром Адольфом Риттером фон Тютчеком (нім. Adolf Ritter von Tutschek; 16 травня 1891—15 березня 1918). Чотири інші винищувальні ескадрильї — 2 «Boelcke», 26, 27 та 36, утворили Jagdgeschwader 3, на чолі з Бруно Лерцером (нім. Bruno Loerzer; 22 січня 1891—23 серпня 1960)[2].
- 5 лютого — другий лейтенант Стівен В. Томпсон (англ. Stephen W. Thompson; 20 березня 1894 — 9 жовтня 1977), у складі 1-ї розвідувальної ескадрильї (англ. 1st Reconnaissance Squadron), здобув першу повітряну перемогу американських пілотів під час Першої світової війни.
- в ніч з 16 на 17 лютого — чотири німецьких бомбардувальники Riesenfkugzeug здійснюють наліт на Лондон. Один з них намагається скинути 1000-кг авіабомбу на вокзал Лондон-Вікторія.
- 12 квітня — відбувається останній наліт Цепелінів на Англію.
- 9 травня — французький ас Рене Поль Фонк збиває шість німецьких літаків за один день[3].
- в ніч з 19 на 20 травня — Німеччина здійснює найбільший авіаналіт на Сполучене Королівство від початку війни. В рейді беруть участь 38 бомбардувальників Gotha та три Riesenfkugzeug. Це останнє бомбардування Лондону під час Першої світової війни.
- 9 серпня — група з 11 італійських літаків типу Ansaldo S.V.A., вилетівши з Дуе-Карраре (Італія) і подолавши понад 1200 км, здійснила Політ над Віднем. На столицю Австро-Угорщини були скинуті листівки італійською та німецькою мовами.
- 11 серпня — британський пілот на Sopwith Camel, збив німецький флотський дирижабль L 53, який вів повітряну розвідку над Північним морем. Це перше успішне перехоплення літального апарата супротивника корабельним винищувачем.
- 2 вересня — Імператорські ВМС Німеччини об'єднують п'ять морських ескадриль: 1, 2, 3, 4 та 5, щоб створити своє перше винищувальне авіакрило, на чолі з Готтаром Саксенбергом (нім. Gotthard Sachsenberg; 6 грудня 1891—23 серпня 1961). Це четвертий німецький Jagdgeschwader.
- 12 вересня — 627 французьких і 611 американських літаків сконцентровано для бойових дій при Сен-Мієлі. На той час, це найбільша кількість літаків, зібраних для проведення однієї операції.
- 16 вересня — здано в експлуатацію британський авіаносець «Аргус». Це перший у світі авіаносець із повною польотної палубою — від носа до корми.
- 24 вересня — підполковник Королівських ВПС Річард Белл Девіс (англ. Richard Bell Davies) на Sopwith 1½ Strutter, виконує першу в історії посадку на «класичний» авіаносець HMS «Argus» у Ферт-оф-Форт.
- 26 вересня — французький ас Рене Фонк, вдруге збиває шість німецьких літаків за один день.
- вересень — союзники втратили 560 літаків, з яких 87 — американські. У західній історіографії, ця подія отримала назву — «Чорний вересень».
- 3 жовтня — у Німеччині, на базі 23, 32, 34 та 35 ескадриль, створено Jagdgeschwader 5, з командиром Едуардом Ріттером фон Шлейхом. Це п'яте та останнє авіакрило, що формується під час Першої світової війни.
- 11 листопада — кінець Першої світової війни.

#### Без точної дати
- пілотами літаків, вперше використовується парашут в бою.

Розпізнавальні знаки ВПС Фінляндії (1918—1945)
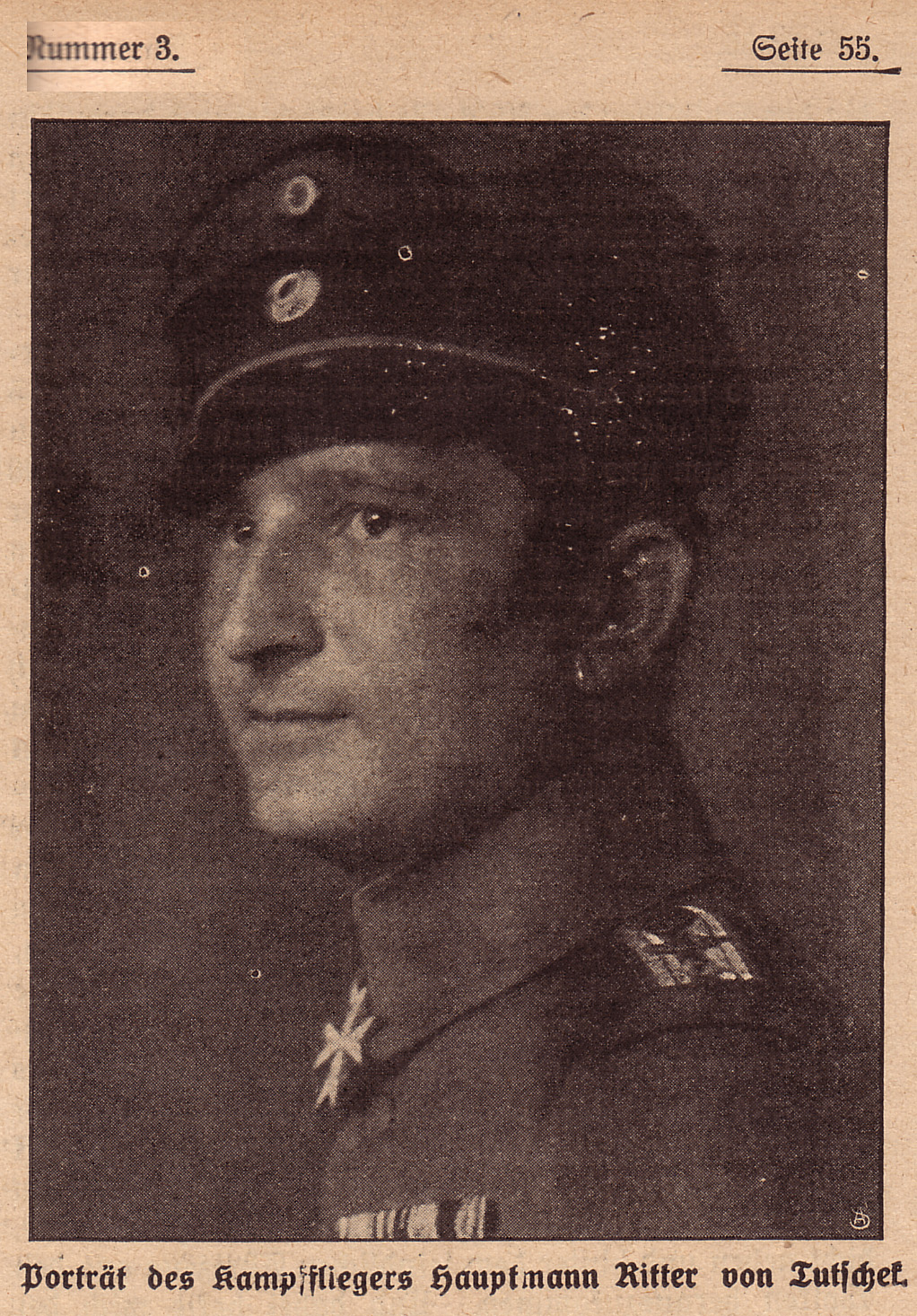
Командир Jagdgeschwader 2 Адольф Риттер фон Тютчек
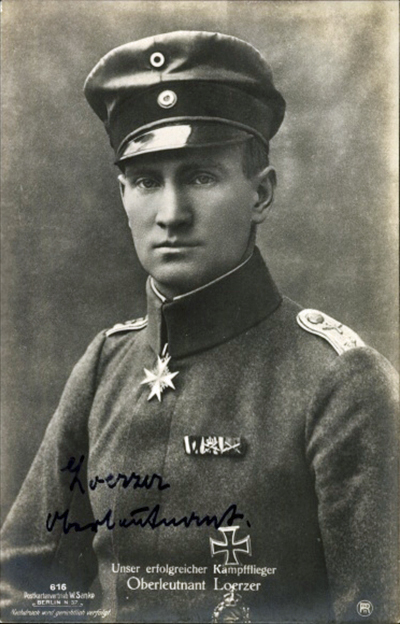
Командир Jagdgeschwader 3 Бруно Лерцер
Емблема United States Army Air Service
Емблема RAF
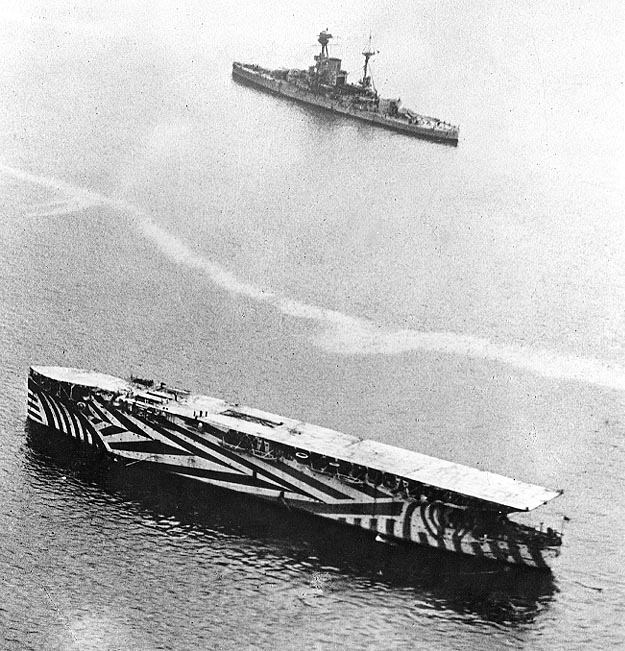
HMS Argus у «Сліпучому камуфляжі»
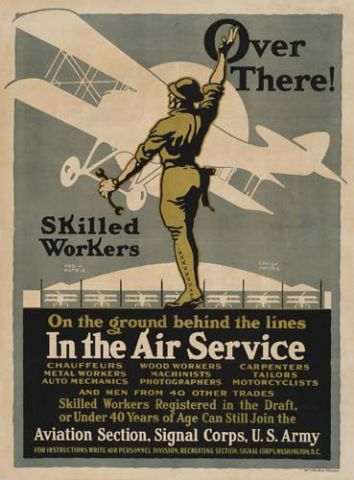
Вербувальний плакат ВПС США
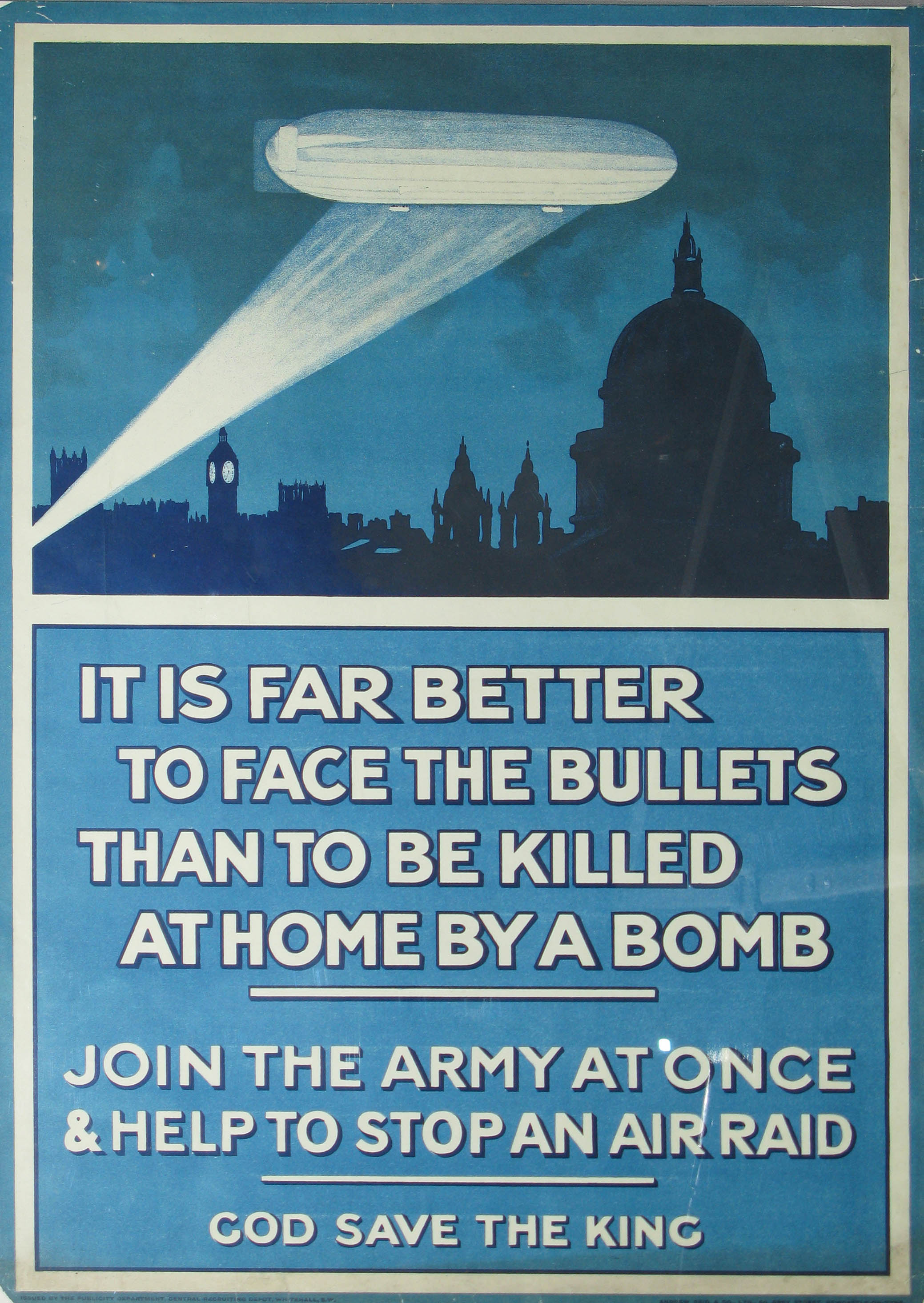
Британський плакат часів Першої світової війни

## Перший політ
- січень —
  - Fokker D.VII, німецький винищувач, розроблено Райнгольдом Платцем (нім. Reinhold Platz) у компанії Fokker.
  - BAT FK22, британський винищувач-біплан виробництва компанії British Aerial Transport Company Limited (BAT).
- лютий — Nieuport B.N.1, прототип британського одномісного винищувача-біплана виробництва Nieuport & General Aircraft.
- 4 березня — Airco DH.10 Amiens, британський двомоторний середній бомбардувальник, розробки Джеффрі Де Хевілленда (англ. Geoffrey de Havilland).
- 13 березня — Marinens Flyvebaatfabrikk M.F.4, норвезький біплан-гідролітак виробництва компанії Marinens flyvebaatfabrikk.
- 21 березня — Curtiss HA, американський біплан-гідролітак, розроблено Curtiss Aeroplane and Motor Company.
- березень —
  - SEA IV C2, французький двомісний винищувач і розвідувальний біплан.
  - Airco DH.9A, британський одномоторний легкий бомбардувальник виробництва компанії Airco (заснована у 1912).
- квітень —
  - Junkers D.I, німецький моноплан винищувач та розвідувальний літак, спільне виробництво компаній Junkers та Fokker.
  - Avro 531 Spider, британський винищувач-біплан.
  - Westland Wagtail, британський винищувач-біплан.
- 7 травня — американський військово-морський триплан Curtiss 18.
- 15 травня — Packard-Le Père LUSAC-11, американський двомісний винищувач.
- 22 травня — Handley Page V/1500, британський двомоторний нічний важкий бомбардувальник виробництва компанії Handley Page.
- травень —
  - BAT FK23, британський винищувач-біплан виробництва компанії British Aerial Transport Company Limited (BAT).
  - Fokker D.VIII, німецький моноплан винищувач виробництва компанії Fokker.
- 4 червня — Dornier D.I (також Dornier-Zeppelin D.I), німецький суцільнометалевий біплан-винищувач.
- 6 червня — Fairey III, британський розвідувальний біплан.
- 27 липня — Naval Aircraft Factory N 1, американський біплан-гідролітак.
- 7 серпня — Blériot-SPAD S.20, французький винищувач.
- 17 серпня — Martin MB-1, американський біплан-важкий бомбардувальник
- 21 серпня — Nieuport-Delage NiD 29, французький винищувач виробництва компанії Nieuport.
- серпень — Loening M-8, американський винищувач, виробництва компанії Loening Aeronautical Engineering (засновано в 1917), розроблено Гровером Лоенінгом (англ. Grover Loening).
- 19 вересня — Sopwith Buffalo, британський броньований винищувач та розвідник.
- 30 вересня — дирижабль C-класу ВМС США.
- 2 жовтня — Kettering «Bug», американська експериментальна безпілотна «повітряна торпеда».
- 11 листопада — Felixstowe F.4 Fury (також Porte Super-Baby), британський п'ятидвигунний літаючий човен-триплан.
- 19 листопада — Marinens Flyvebaatfabrikk M.F.5, норвезький біплан-гідролітак, виробництва компанії Marinens flyvebaatfabrikk
- листопад —
  - Westland Weasel, прототип британського двомісного винищувача та розвідувального літака.
  - Thomas-Morse MB-2, британський двомоторний біплан-винищувач виробництва компанії Thomas-Morse Aircraft.
- грудень —
  - Avro 533 Manchester, британський двомоторний біплан розвідник і бомбардувальник, розроблено та виготовлено компанією Avro.

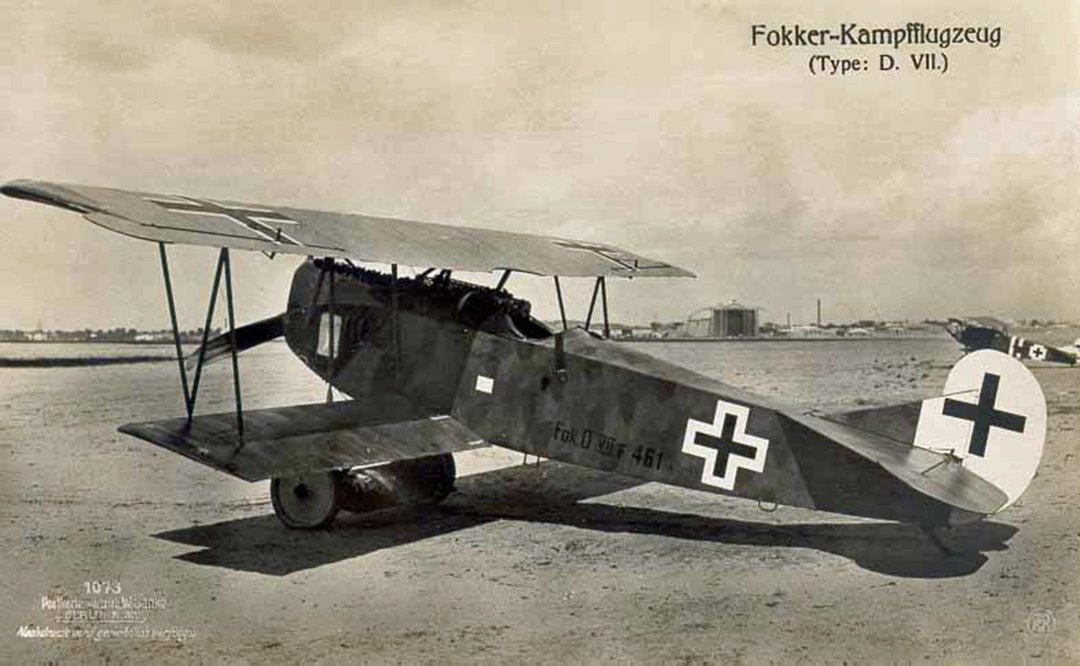
Fokker D.VII
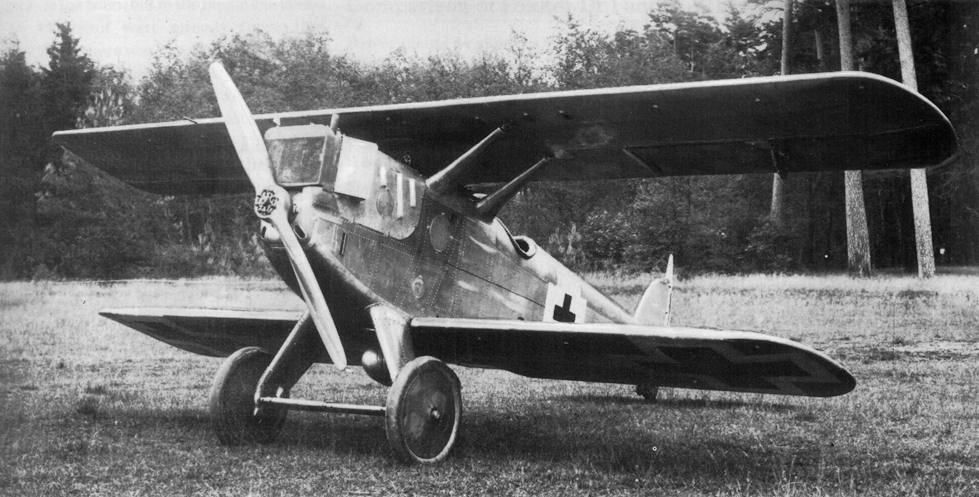
Dornier-Zeppelin D.I
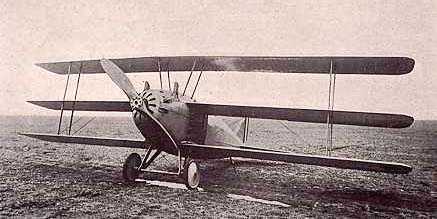
Curtiss 18 T-1
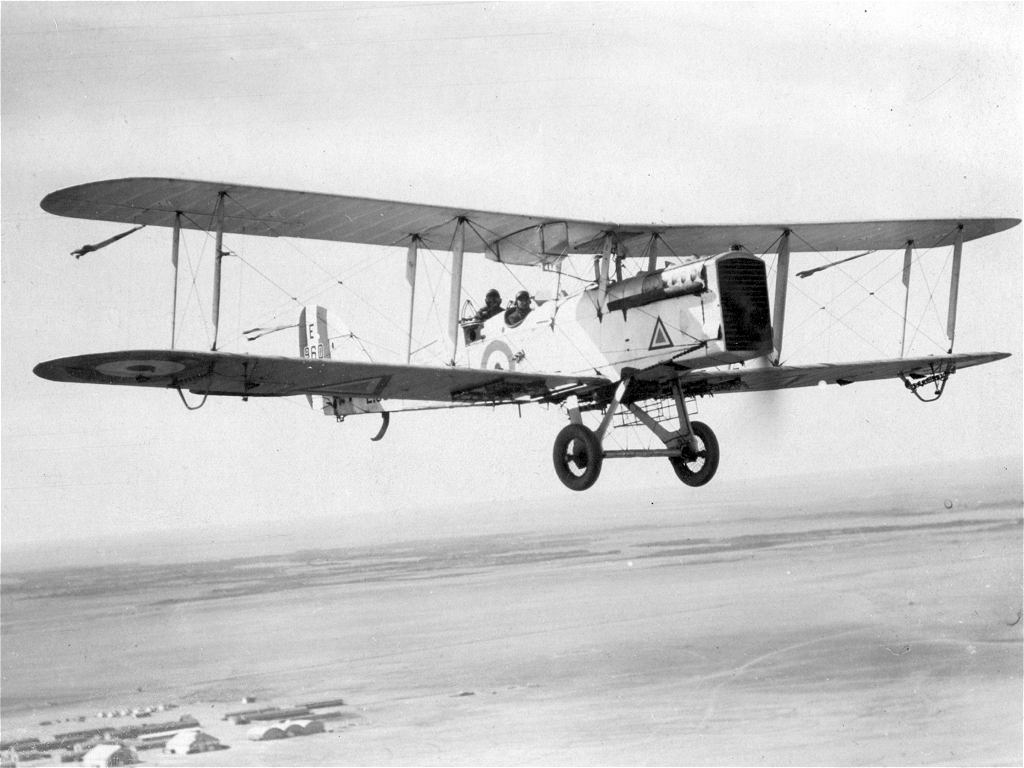
Airco DH.9A
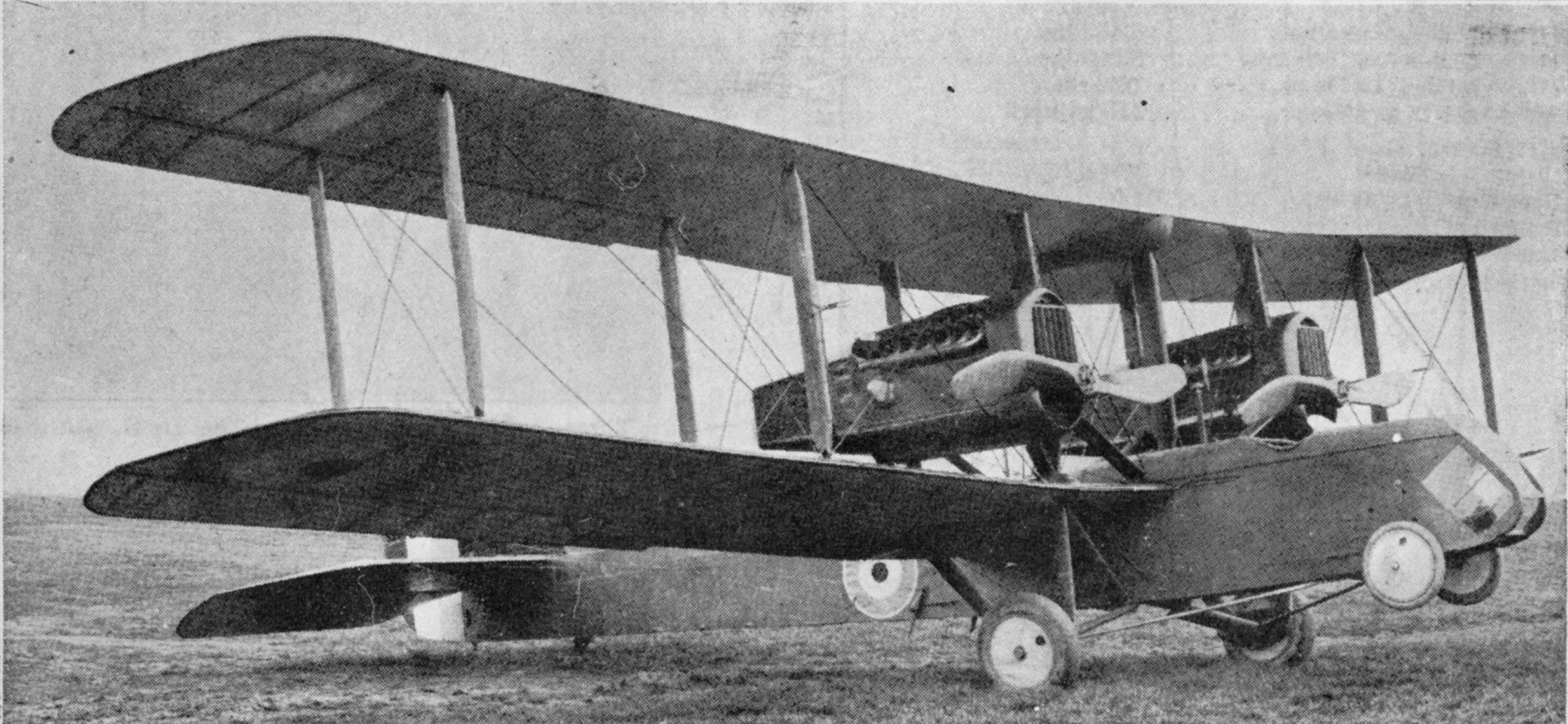
Airco DH.10
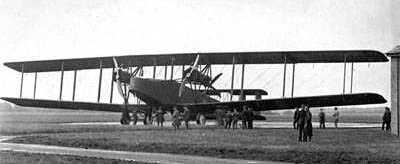
Handley Page V/1500
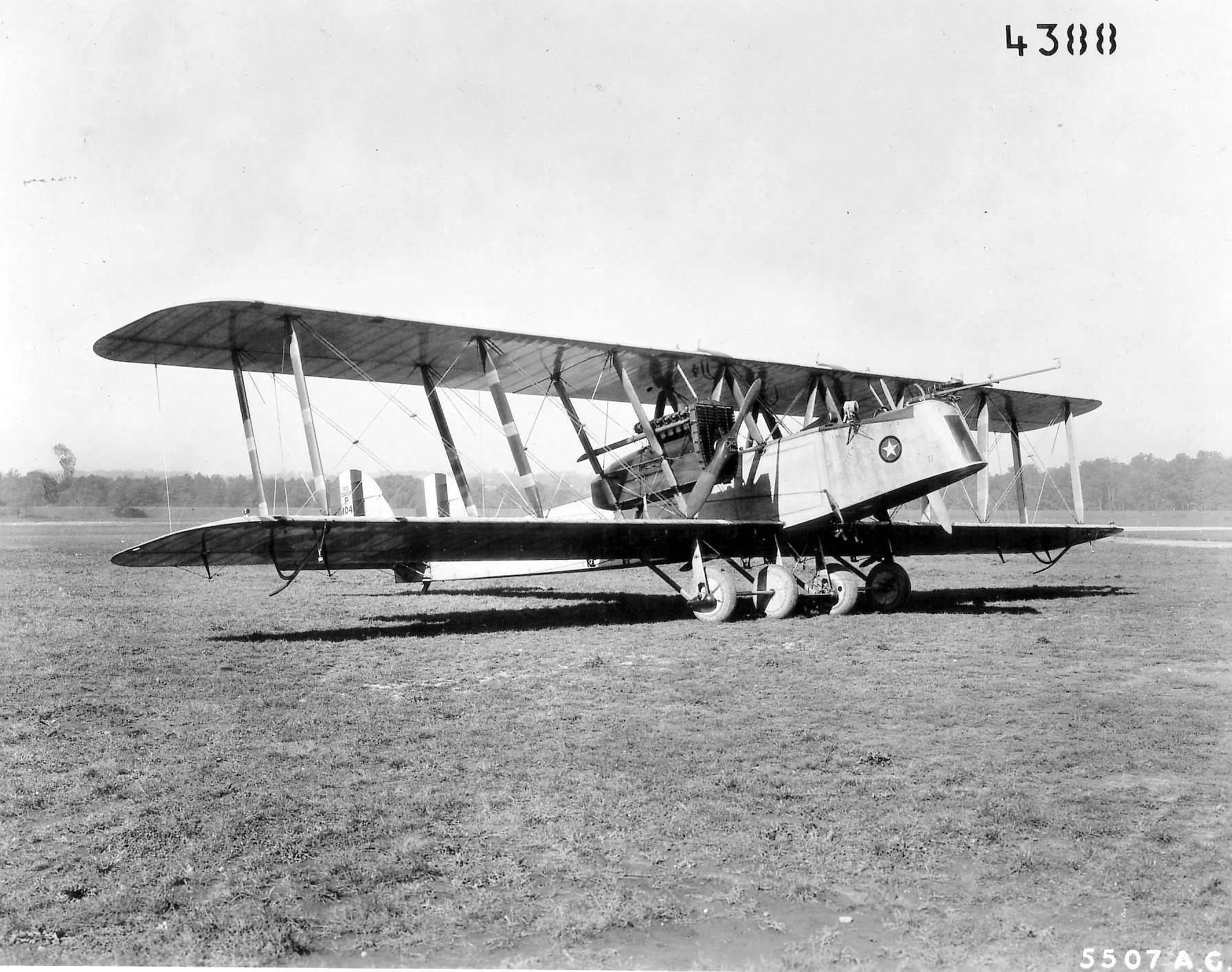
Martin MB-1
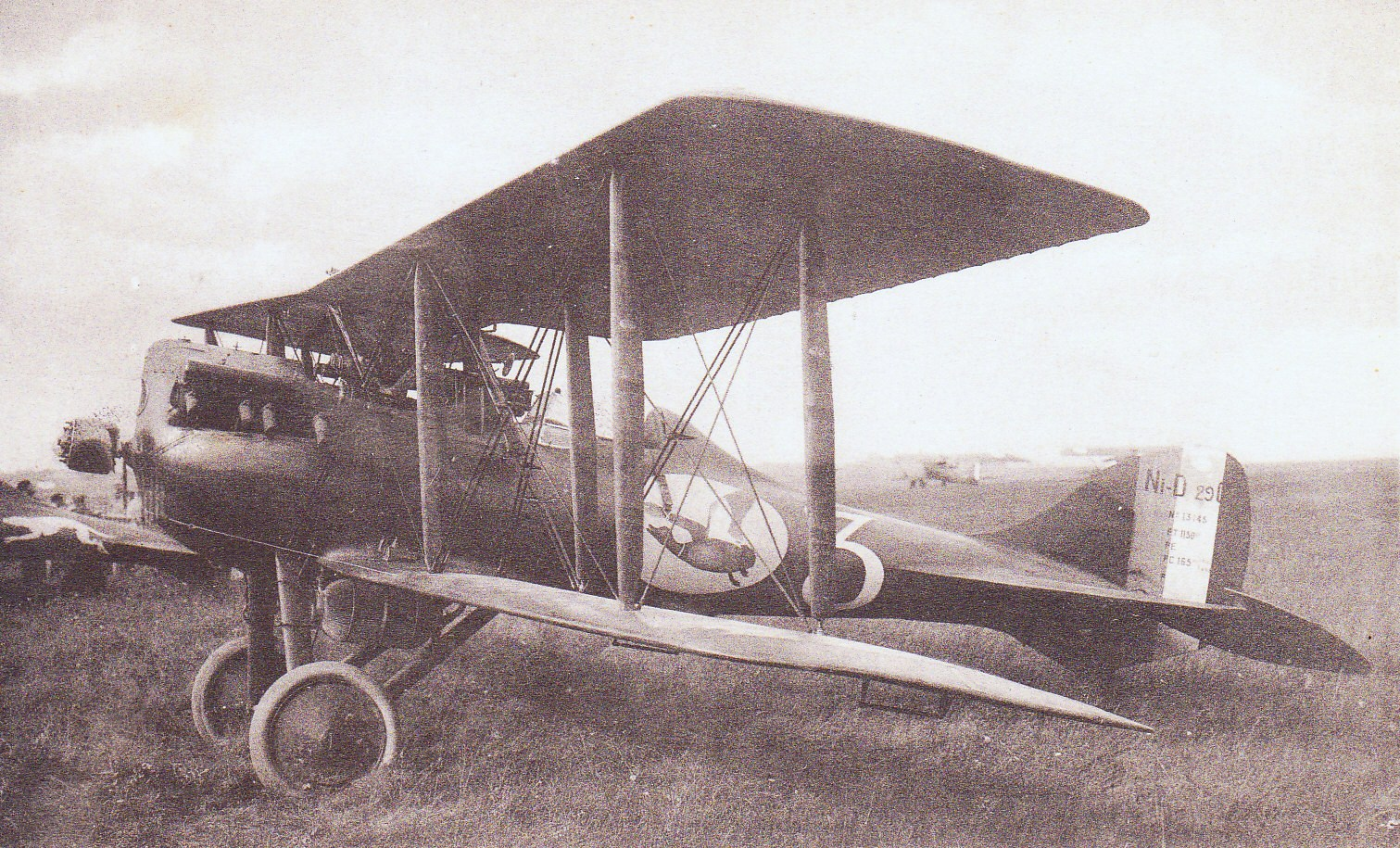
Nieuport-Delage NiD 29
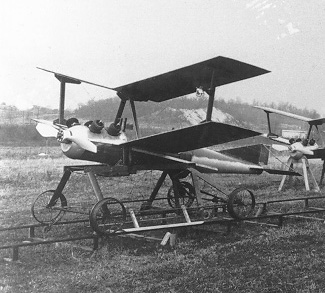
Kettering «Bug»
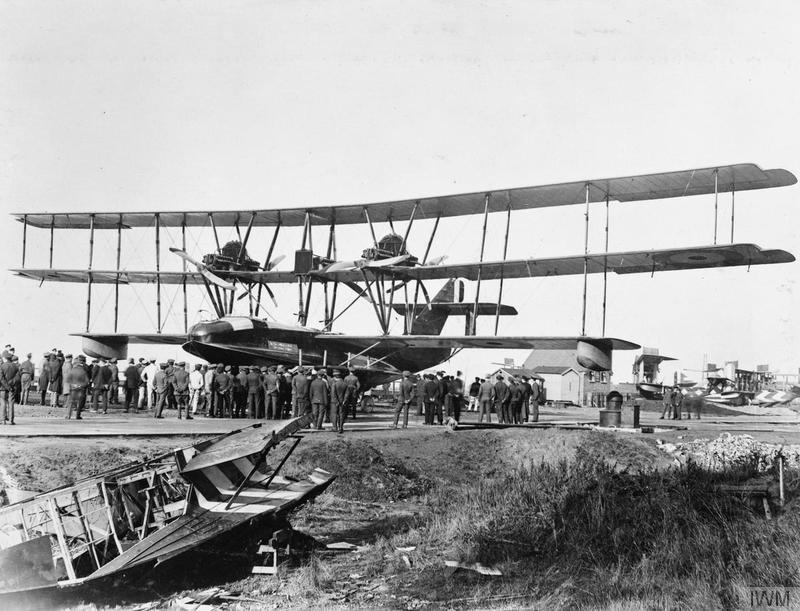
Felixstowe F.4 Fury

## Прийнято на озброєння (розпочато експлуатацію)
- січень — Siemens Schuckert D.III, біплан-винищувач Повітряних сил Німеччини.
- лютий —
  - Sopwith 5F.1 Dolphin, біплан-винищувач британського Королівського літаючого корпусу.
  - Vought VE-7, американський палубний винищувач-біплан. Розроблено компанією Lewis & Vought Corporation як тренувальний літак для ВПС США, згодом модифіковано для використання у морській авіації. Став першим винищувачем складі авіагрупи авіаносця «Ленглі».
- квітень — Airco DH.9, одномоторний легкий бомбардувальник Королівських ВПС.
- червень — Airco DH.9A, одномоторний легкий бомбардувальник Королівських ВПС.
- серпень — Fokker D.VIII, моноплан-винищувач Повітряних сил Німеччини.
- жовтень — Siemens-Schuckert D.IV, біплан-винищувач Повітряних сил Німеччини.
- листопад — Airco DH.10 Amiens, британський двомоторний середній бомбардувальник Королівських ВПС.

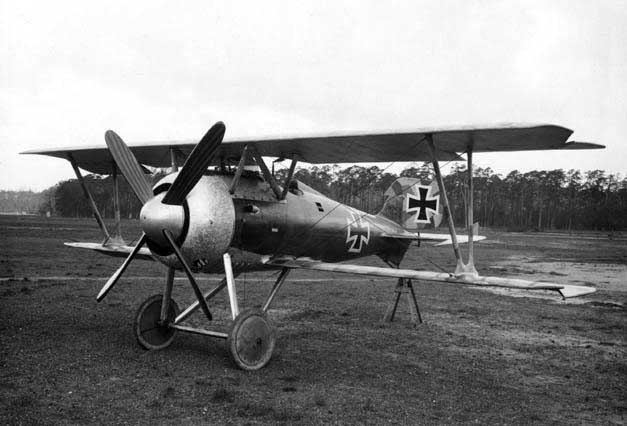
Siemens Schuckert D.III
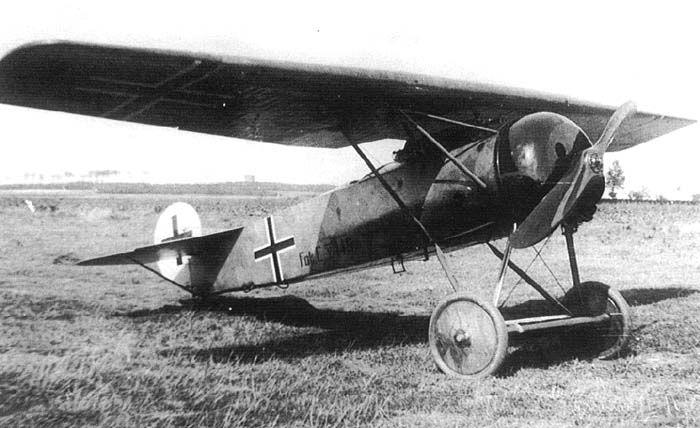
Fokker D.VIII
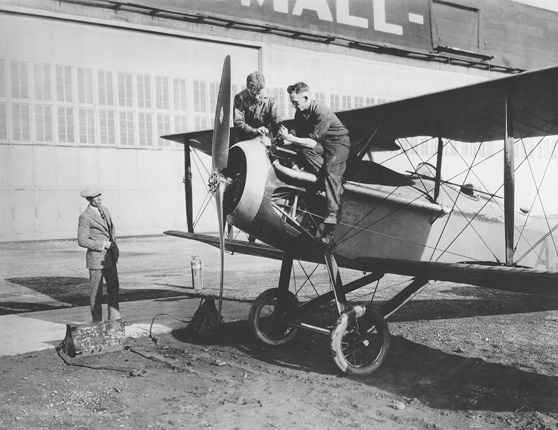
Vought VE-7

## Авіаційні рекорди
- 19 серпня — американський військово-морський триплан Curtiss 18 T-1, встановлює світовий рекорд швидкості у 232,32 км/год.
- 18 вересня — американський військово-морський триплан Curtiss 18 T-1, пілотований Роландом Ролфсом (нім. Roland Rholfs), встановлює світовий рекорд висоти у 10 640 м.

## Авіакатастрофи
- 10 травня — німецький флотський Цепелін L 62 вибухає над Північним морем.
- 17 листопада — катастрофа бомбардувальника «Ілля Муромець» при нез'ясованих обставинах.

## Персоналії

### Народилися
- 26 лютого — Микола Дмитрович Гулаєв († 27 вересня 1985), льотчик-винищувач, двічі Герой Радянського Союзу (1943; 1944), третій, з радянських асів, за кількістю збитих літаків під час німецько-радянської війни, генерал-полковник авіації.
- 10 березня — Гюнтер Ралль, німецький пілот-ас, став третім винищувачем Люфтваффе за кількістю збитих ворогів.
- 18 березня — Пепеля́ев Євге́н Гео́ргієвич († 4 січня 2013), льотчик-винищувач, Герой Радянського Союзу (1952), найрезультативніший ас війни в Кореї.
- 13 червня — Гельмут Лент (нім. Helmut Lent; † 7 жовтня 1944), німецький льотчик-ас нічної винищувальної авіації, здійснив 507 бойових вильотів, здобув 110 перемог, з них 103 нічних. Один з 27 кавалерів Лицарського хреста Залізного хреста з Дубовим листям, мечами та діамантами (1944).
- 18 вересня — Віктор Васильович Талалихін († 27 жовтня 1941), військовий льотчик, заступник командира ескадрильї 177-го винищувального авіаційного полку 6-го винищувального авіаційного корпусу ППО, молодший лейтенант, Герой Радянського Союзу (1941, медаль № 347). Збив 6 літаків супротивника, одним із перших застосував нічний таран.

Микола Гулаєв
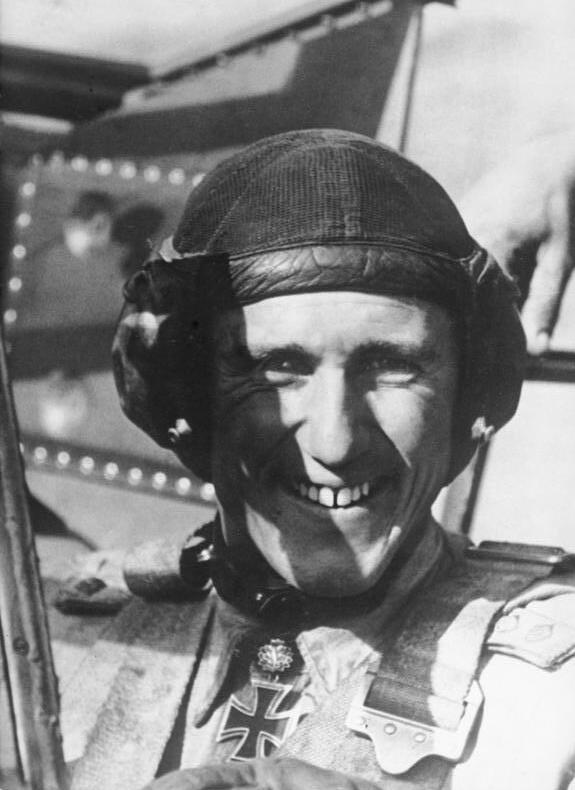
Гюнтер Ралль
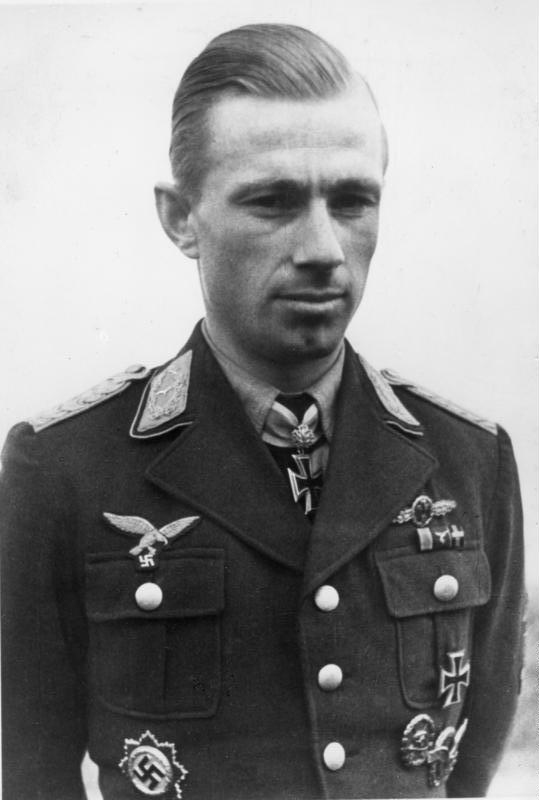
Гельмут Лент
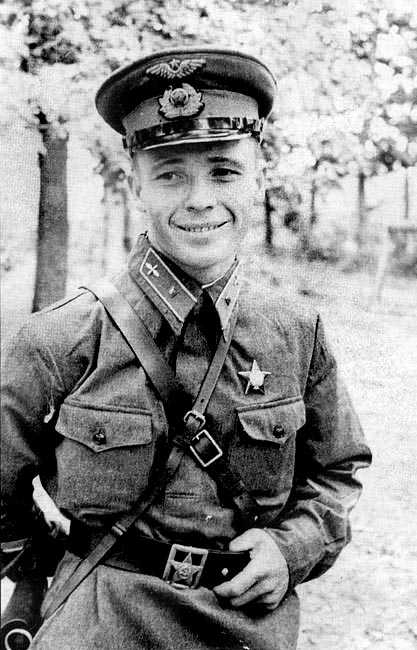
Віктор Талалихін

### Померли
- 9 січня — Макс Ріттер фон Мюллер (нім. Max Ritter von Müller; * 1 січня 1887), німецький льотчик-винищувач, один з найкращих асів Першої світової війни із 36 перемогами, збито в повітряному бою. Кавалер ордена Pour le Mérite.
- 10 березня — Ганс Йоахім Баддек (нім. Hans-Joachim Buddecke; * 22 серпня 1890), німецький льотчик-винищувач Першої світової із 13 перемогами над літаками супротивника, збито в повітряному бою над Лансом.
- 15 березня — Адольф Риттер фон Тютчек (нім. Adolf Ritter von Tutschek; 16 травня 1891), німецький льотчик-винищувач, командир Jagdgeschwader 2, один з найкращих асів Першої світової із 27 перемогами, збито в повітряному бою біля Бранкурту (Франція). Кавалер ордена Pour le Mérite.
- 21 квітня — Манфред фон Ріхтгофен (нім. Manfred Albrecht Freiherr von Richthofen; * 2 травня 1892), німецький льотчик-винищувач, кращій ас Першої світової із 80 збитими літаками супротивника. Широко відомий на прізвисько «Червоний барон», вбитий в літаку пострілом із землі.
- 19 травня — Джервейс Рауль Люфбери (англ. Gervais Raoul Lufbery; * 14 березня 1885), американський льотчик-винищувач Першої світової із 17 збитими літаками супротивника (16 його повітряних перемог, здобуто під час служби у французьких ВПС). Загинув в повітряному бою над Мароном.
- 24 травня — Йожеф Кіс (угор. Kiss József „Josl“, * 26 січня 1896), угорський льотчик Першої світової, здобув 19 повітряних перемог у лавах ВПС Австро-Угорщини. Збито під Ламоном в повітряному бою канадським льотчиком Джеральдом Бірксом (англ. Gerald Birks; 30 жовтня 1894—26 травня 1991, 21 повітряна перемога).
- 1 червня — Родерік Даллас (англ. Roderic Dallas; * 30 липня 1891), австралійський льотчик-винищувач Першої світової із 51 збитими літаками супротивника.
- 19 червня — граф Франческо Баракка (італ. Francesco Baracca; * 9 травня 1888), італійський льотчик-винищувач Першої світової із 34 збитими літаками супротивника. Вражено вогнем зенітної артилерії над пагорбом Монтелло.
- 21 червня — Гарольд Болтон Редлер (англ. Harold Bolton Redler; * 27 січня 1897), південно-африканський винищувач Першої світової, здобув 10 повітряних перемог. 15 березня 1918 збив німецького аса, першого командира Jagdgeschwader 2 — Адольфа Риттера фон Тютчека.
- 9 липня — Джеймс МакКудден (англ. James McCudden; * 28 березня 1895), американський винищувач Першої світової, загинув від зіткнення літака з землею біля Оксі-ле-Шато.
- 14 липня — Квентін Рузвельт (англ. Quentin Roosevelt; * 19 листопада 1897), американський винищувач Першої світової, загинув у повітряному бою над селищем Кулонж-Коан, молодший син президента Теодора Рузвельта.
- 26 липня — Едвард Меннок (англ. Edward Corringham "Mick" Mannock; * 24 травня 1887), найвідоміший і самий результативний ас ВПС Великої Британії[Вин. 1].
- 30 липня — Франк Лінк-Кроуфорд (нім. Frank Linke-Crawford; * 18 серпня 1893), льотчик-винищувач ВПС Австро-Угорщини, здобув 27 повітряних перемог, загинув у повітряному бою з італійськими винищувачами над Вальдобб'ядене.
- 10 серпня — Еріх Левенгардт (нім. Erich Loewenhardt; * 7 квітня 1897), німецький винищувач, один з найкращих асів (3-те місце) Першої світової війни із 54 перемогами, кавалер ордена Pour le Mérite[Вин. 2].
- 16 вересня — Моріс Боуа (фр. Maurice Boyau; * 8 травня 1888), французький льотчик часів Першої світової, зник безвісти над Марс-ла-Тур.
- 27 вересня — Фріц Рюмей (нім. Fritz Rumey; * 3 березня 1891), німецький винищувач часів Першої світової із 45 збитими літаками супротивника, займає 5-е місце серед німецьких асів.
- 29 вересня — Френк Лук (англ. Frank Luke; * 19 травня 1897), другий найуспішніший американський винищувач Першої світової із 18 перемогами, загинув від зіткнення літака з землею біля Оксі-ле-Шато.
- 5 жовтня — Ролан Гаррос (фр. Roland Adrien Georges Garros; * 6 жовтня 1888), французький льотчик часів Першої світової, із 35 перемогами, збито в повітряному бою.
- 28 жовтня — Мішель Койфард (фр. Michel Coiffard; * 16 липня 1892), французький льотчик часів Першої світової, здобув 34 повітряні перемоги.
- 17 листопада — Гліб Васильович Алехнович (* 23 листопада 1886), російський льотчик, загинув під час катастрофи бомбардувальника «Ілля Муромець» при нез'ясованих обставинах.

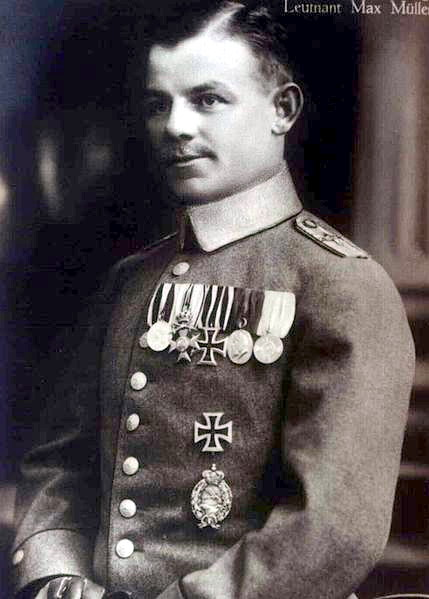
Макс фон Мюллер
- 22 квітня 1918, кінохроніка похорон з військовими почестями Манфреда фон Ріхтгофена на кладовищі Бертангль
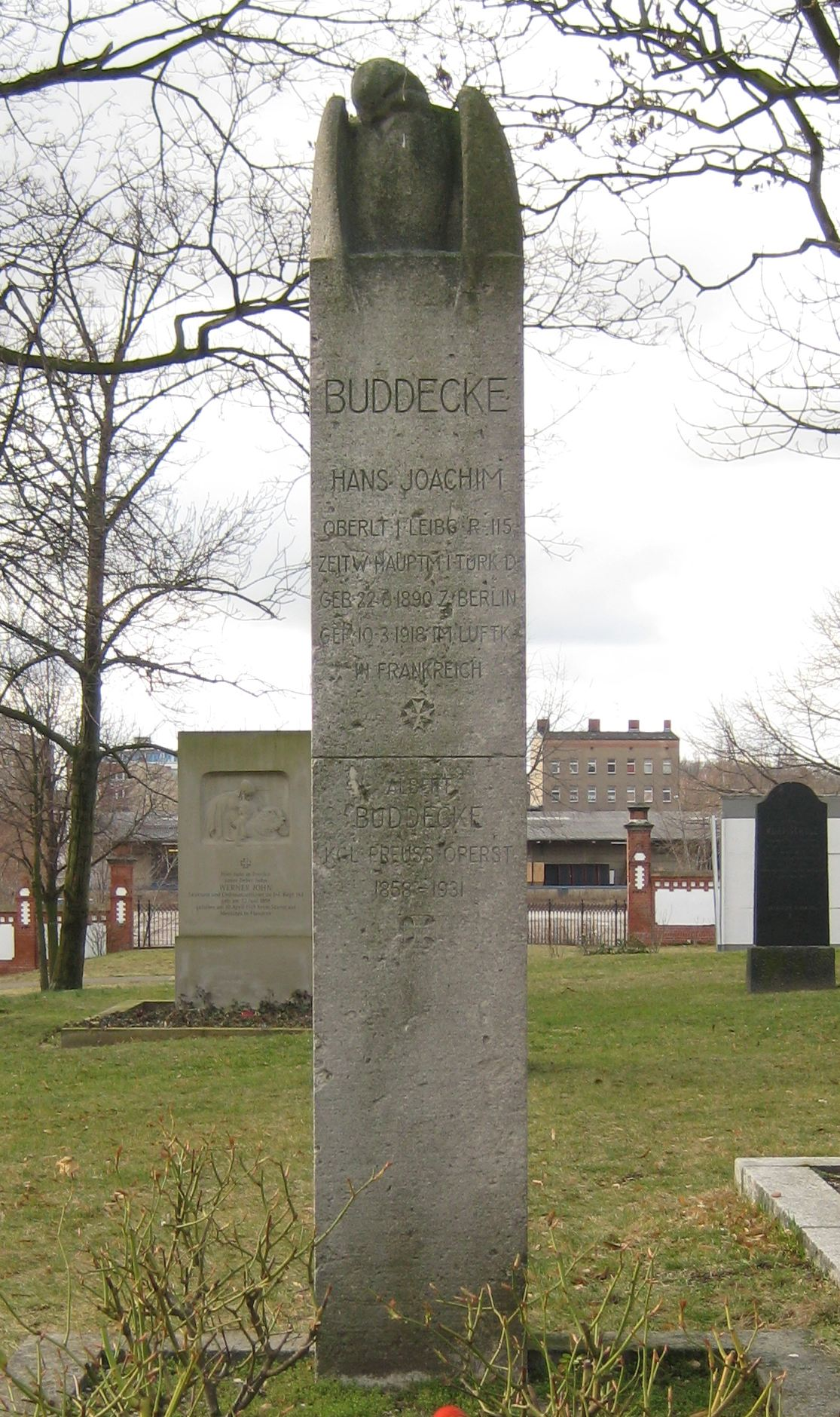
Могила Ганса Йоахіма Баддека на Інваліденфрідгоф
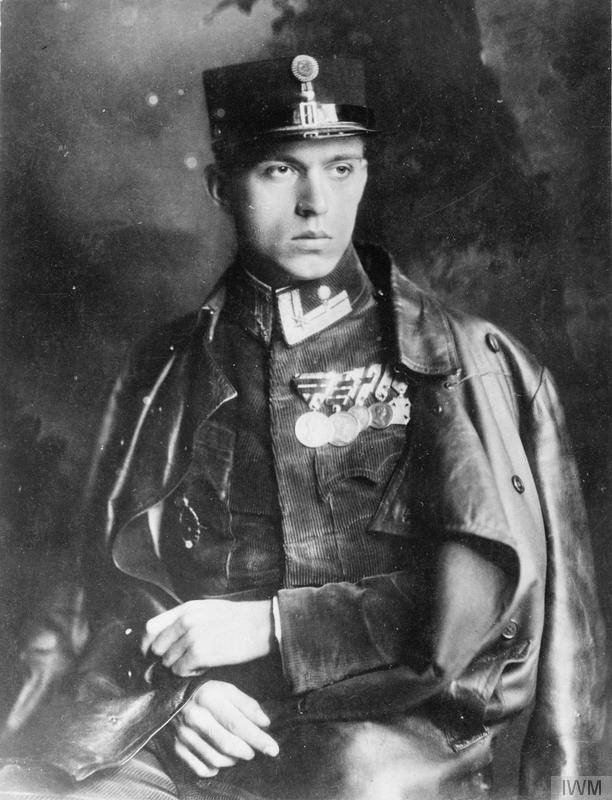
Йожеф Кіс
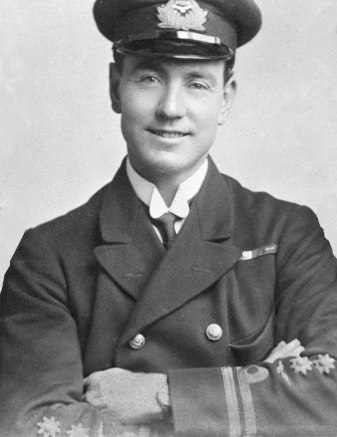
Родерік Даллас
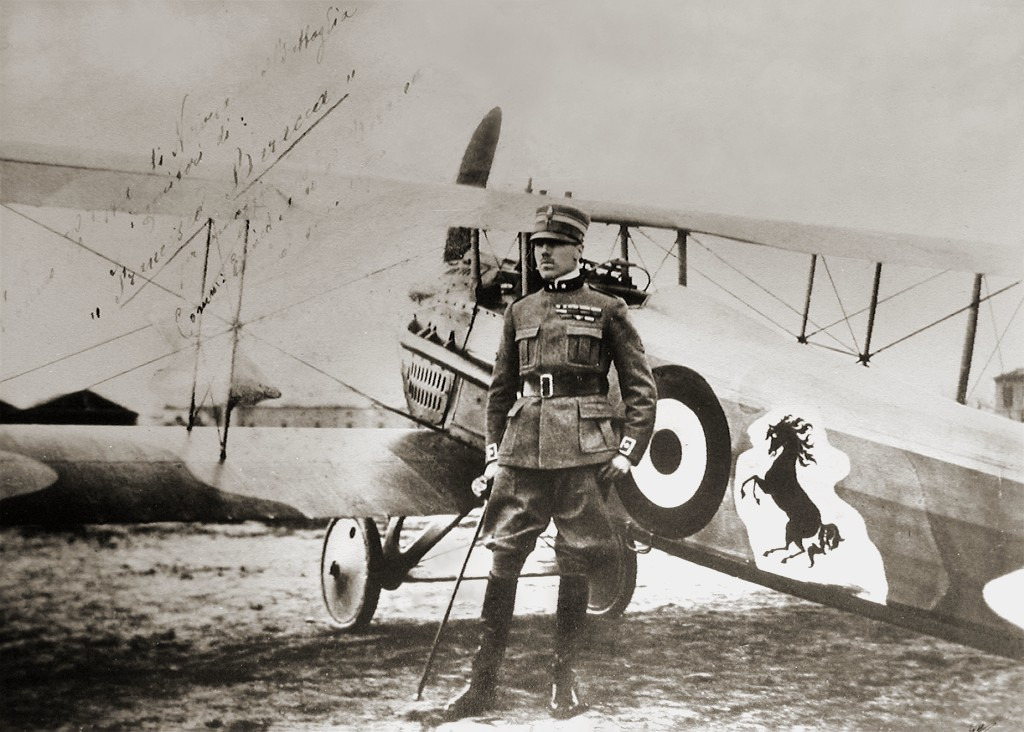
Франческо Баракка
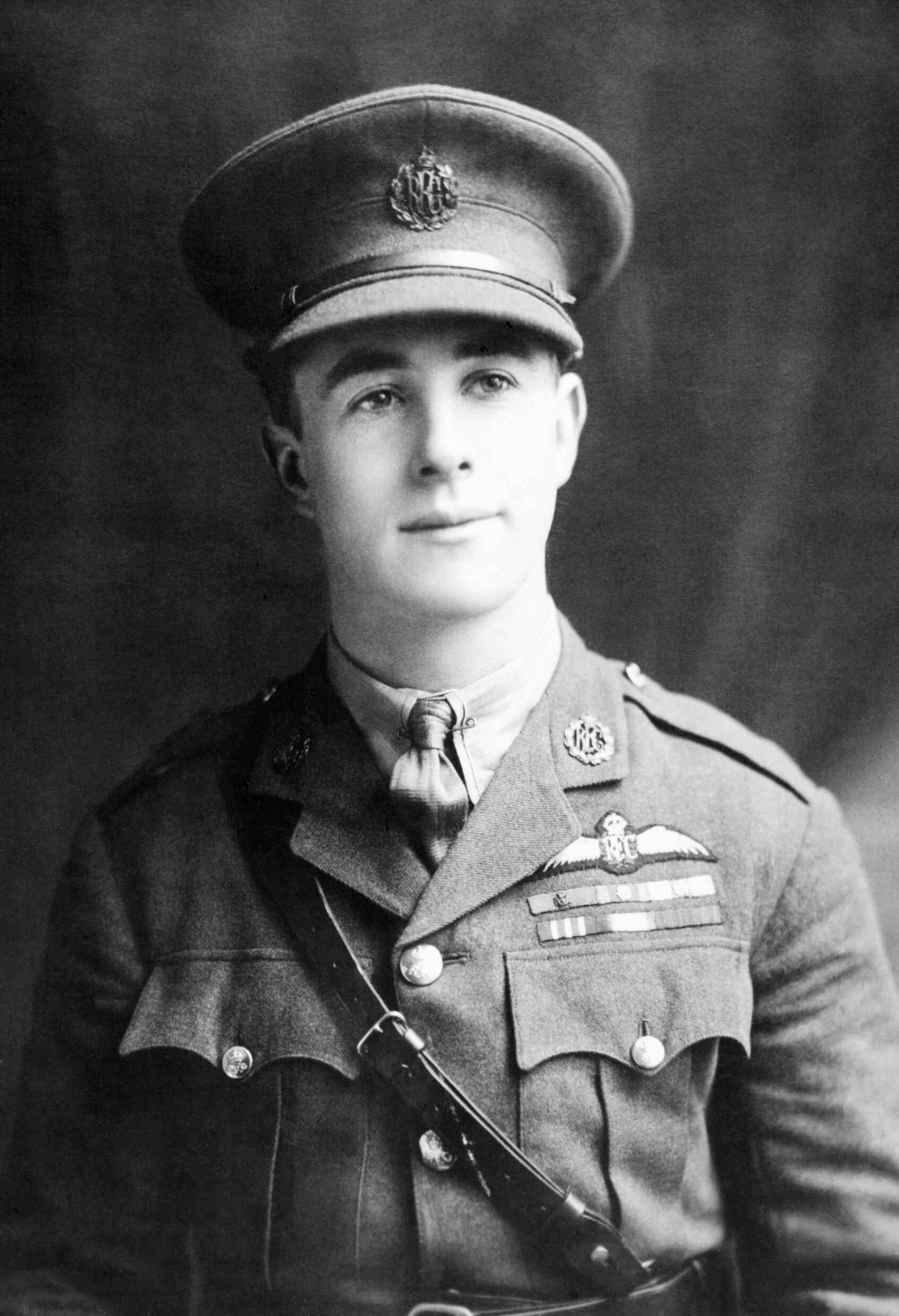
Джеймс МакКудден
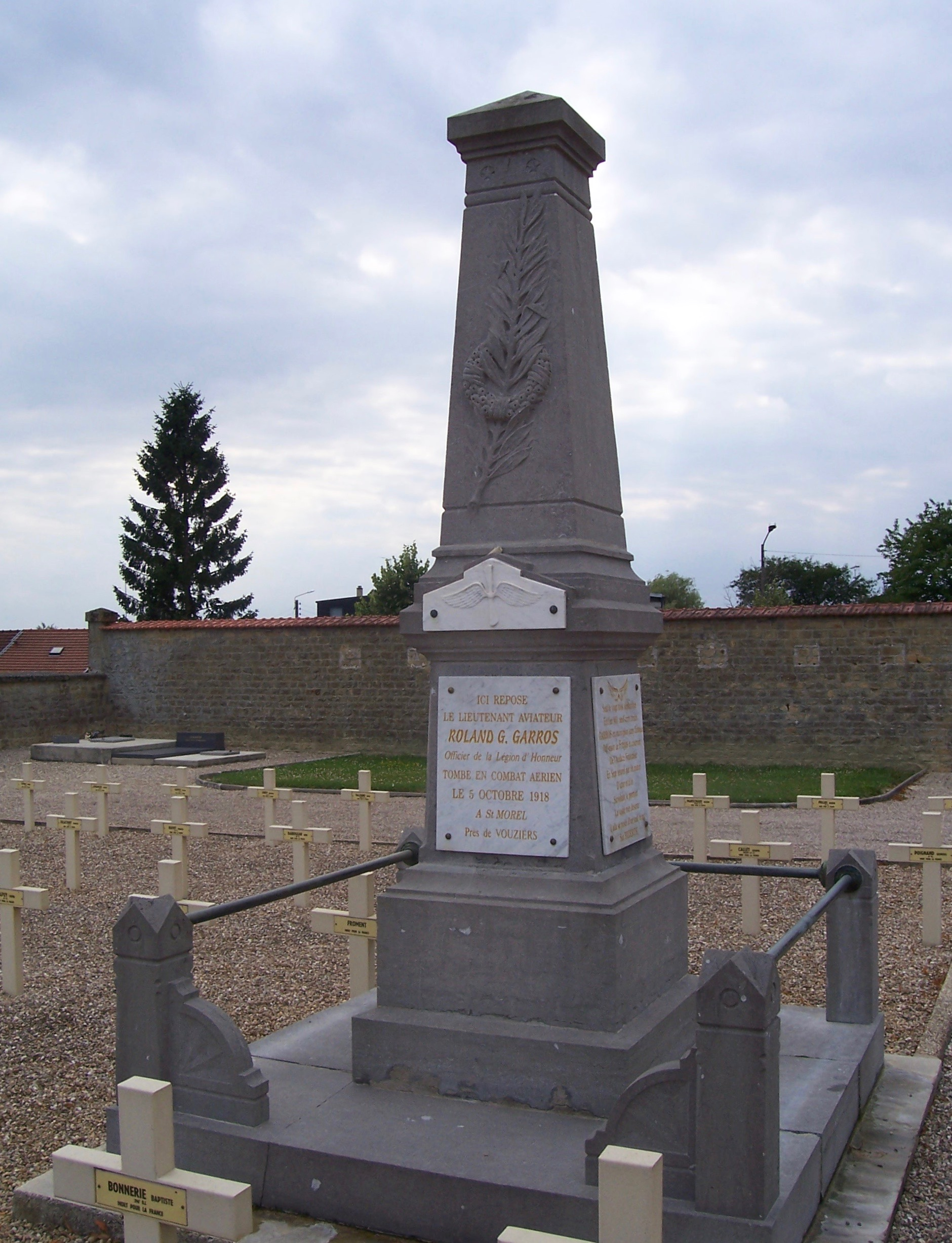
Могила Ролана Гарроса
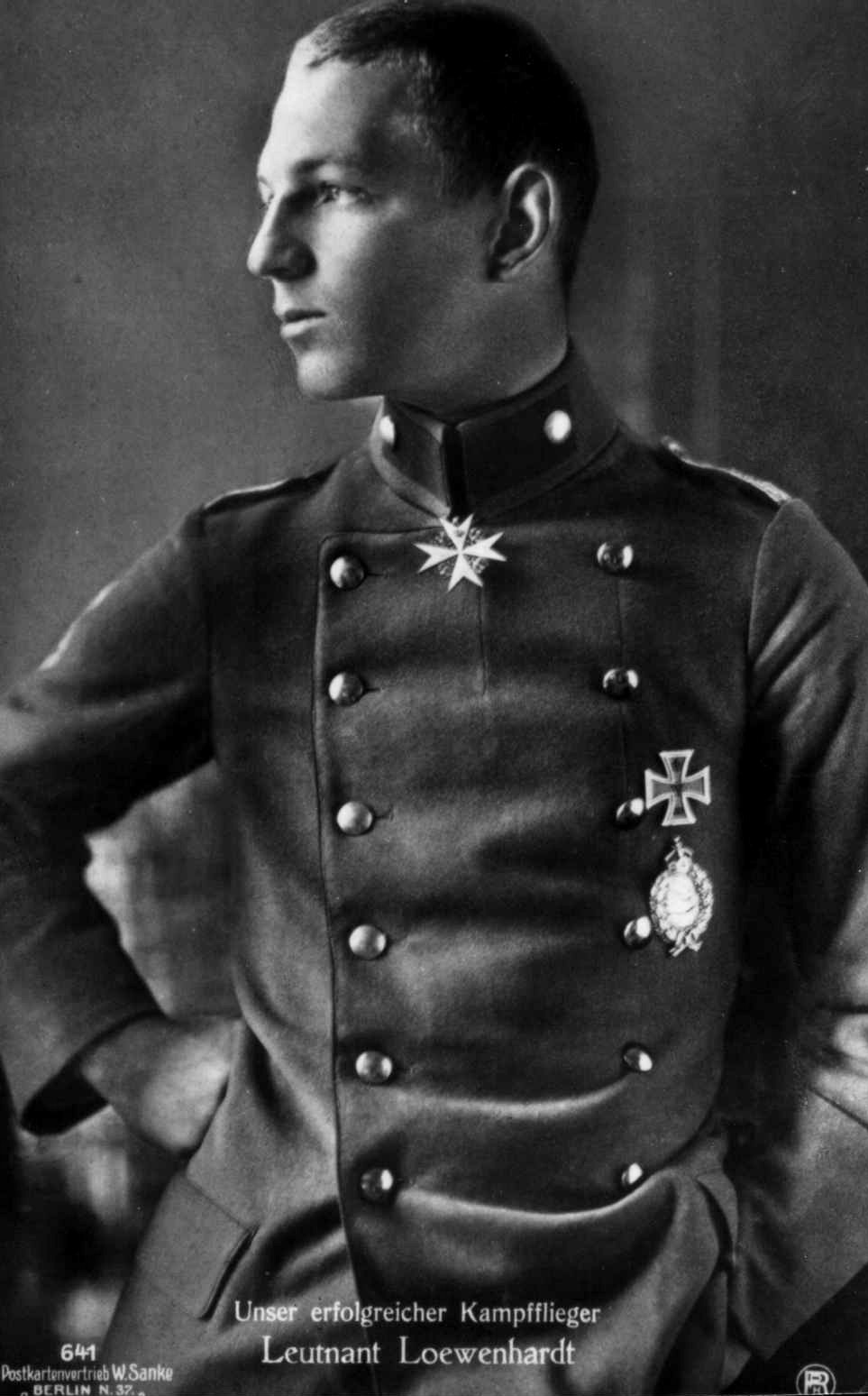
Еріх Левенгардт
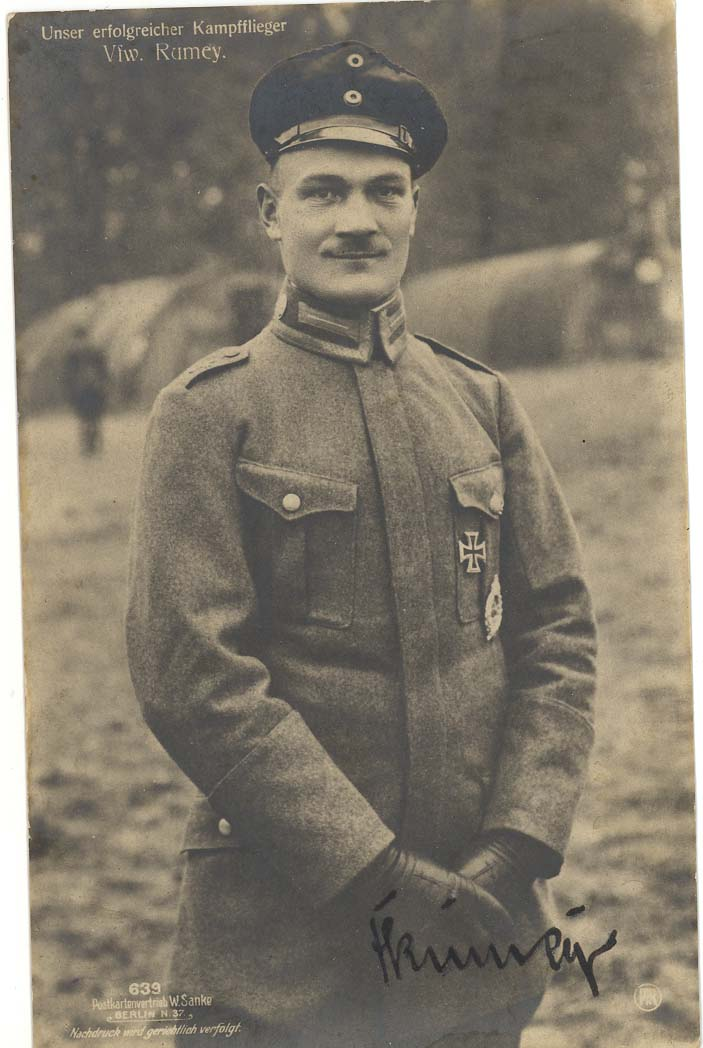
Фріц Рюмей

### Виноски
1. ↑  Згідно з офіційним списком перемог, на рахунку Меннока 61 збитий літак, сам він стверджував, що 51, а в указі про нагородження Хрестом Вікторії вказано 50. Дані про 73 перемоги, вперше приведені у 1935 Айрою Джонсом, який служив з ним в одній ескадрильї. Біографія Меннока, складена у 1981, так само підтверджує 73 здобутих перемог. Однак, подальше дослідження Крістофера Шора вказує, що на рахунку Меннока дійсно 61 літак[4].
2. ↑  Після виходу з повітряного бою, літак Левенгардта, в районі міста Шольн, зіткнувся із супроводжуючим його літаком Альфреда Венца (нім. Alfred Wenz), зламавши йому праву частину крила. Венц вистрибнув з парашутом і вдало приземлився. Еріх Левенгардт, також спробував вистрибнути, але парашут не розкрився і німецький ас загинув.